# Democratic Caucus of the United States Senate
Der Democratic Caucus of the United States Senate (United State Senate Democratic Caucus of the United States Senate), auch bekannt unter dem Namen Democratic Conference, ist die Fraktion der Demokratischen Partei im Senat der Vereinigten Staaten.
Die Fraktion umfasst außerdem Parteilose, wenn diese der Demokratischen Partei nahestehen. Dies sind bspw. beim derzeitigen 118. Kongress die zwei parteilosen Senatoren Bernie Sanders aus Vermont und Angus King aus Maine. Im 118. Kongress der Vereinigten Staaten gehören diesem Caucus 51 Senatoren an. Der derzeitige Vorsitzende des Caucus ist seit Januar 2017, somit seit dem 115. Kongress, Chuck Schumer aus New York. Ihr Pendant im Repräsentantenhaus der Vereinigten Staaten ist der House Democratic Caucus mit deren Vorsitzendem Hakeem Jeffries, ebenfalls aus New York, bei den Republikanern die Senate Republican Conference mit deren Vorsitzenden John Barrasso aus Wyoming und die House Republican Conference mit deren Vorsitzenden Elise Stefanik ebenfalls aus New York.

## Ämter und derzeitige Amtsinhaber innerhalb der Democratic Conference
- Caucus Chair: Majority Leader Chuck Schumer (NY)
- Caucus Vice Chairs: Mark Warner (VA) & Elizabeth Warren (MA)
- Majority Whip: Dick Durbin (IL)
- Assistant Leader: Patty Murray (WA)
- Policy Committee Chair: Debbie Stabenow (MI)
- Policy Committee Vice Chair: Joe Manchin (WV)
- Policy Committee Vice Chair: Cory A. Booker
- Steering Committee Chair: Amy Klobuchar (MN)
- Outreach Chair: Bernie Sanders (VT)
- Outreach Vice Chair: Catherine Cortez Masto (NV)
- Caucus Secretary: Tammy Baldwin (WI)
- President pro tempore: Patrick Leahy (VT)

Quelle: United States Senate. Leadership & Officers

## Geschichte
Die Conference wurde am 6. März 1903 offiziell aufgestellt und wählte einen Vorsitzenden für die Mitglieder und einen Sekretär, um Protokolle zu führen. Bis zu diesem Zeitpunkt war dieser Caucus oft unorganisiert.

## Vorsitzende der Democratic Conference
Seit der Wahl von Oscar Underwood im Jahr 1920 ist der Vorsitzende der Democratic Conference gleichzeitig Parteiführer des Senats der Vereinigten Staaten.
| Zeitraum                           | Senator               | Bundesstaat   |
| ---------------------------------- | --------------------- | ------------- |
| Dezember 1873 – 4. März 1877       | John W. Stevenson     | Kentucky      |
| 4. März 1877 – 4. März 1881        | William A. Wallace    | Pennsylvania  |
| 4. März 1881 – 4. März, 1885       | George H. Pendleton   | Ohio          |
| 4. März 1885 – 3. Mai 1890         | James B. Beck         | Kentucky      |
| 3. Mai 1890 – April 1898           | Arthur Gorman         | Maryland      |
| April 1898 – 4. März 1899          | David Turpie          | Indiana       |
| Dezember 1899 – 4. März 1903       | James Kimbrough Jones | Arkansas      |
| 4. März 1903 – 4. Juni 1906        | Arthur Gorman         | Maryland      |
| 4. Juni 1906 – 4. März 1907        | Joseph Blackburn      | Kentucky      |
| Dezember 1907 – Dezember 1909      | Charles Culberson     | Texas         |
| Dezember 1909 – 4. März 1911       | Hernando Money        | Mississippi   |
| April 1911 – 4. März 1913          | Thomas S. Martin      | Virginia      |
| 4. März 1913 – 4. März, 1917       | John W. Kern          | Indiana       |
| 4. März 1917 – 12. November 1919   | Thomas S. Martin      | Virginia      |
| 12. November 1919 – 27. April 1920 | Gilbert Hitchcock     | Nebraska      |
| April 27 1920 – 3. Dezember 1923   | Oscar Underwood       | Alabama       |
| 3. Dezember 1923 – 14. Juli 1937   | Joe Robinson          | Arkansas      |
| 14. Juli 1937 – 3. Januar 1949     | Alben W. Barkley      | Kentucky      |
| 3. Januar 1949 – 3. Januar 1951    | Scott W. Lucas        | Illinois      |
| 3. Januar 1951 – 3. Januar 1953    | Ernest McFarland      | Arizona       |
| 3. Januar 1953 – 3. Januar 1961    | Lyndon Johnson        | Texas         |
| 3. Januar 1961 – 3. Januar 1977    | Mike Mansfield        | Montana       |
| 3. Januar 1977 – 3. Januar 1989    | Robert Byrd           | West Virginia |
| 3. Januar 1989 – 3. Januar 1995    | George J. Mitchell    | Maine         |
| 3. Januar 1995 – 3. Januar 2005    | Tom Daschle           | South Dakota  |
| 3. Januar 2005 – 3. Januar 2017    | Harry Reid            | Nevada        |
| Seit 3. Januar 2017                | Chuck Schumer         | New York      |

## Vizevorsitz
Nach dem Sieg der Demokraten bei den Zwischenwahlen 2006 wollte eine überwältigende Mehrheit der Konferenz Chuck Schumer, den damaligen Vorsitzenden des demokratischen Senatorialkampagnenausschusses, mit einer Position in der Führungshierarchie bedenken. Der demokratische Politiker Harry Reid schuf die Position des stellvertretenden Vorsitzenden, als die Demokraten 2007 offiziell die Kontrolle übernahmen. Schumer übernahm nach dem Rücktritt Reids nach den Wahlen 2016 den Vorsitz. Seit dem Jahr 2017 gibt es zwei Vizevorsitzende des Democratic Caucus.
Vizevorsitzende seit Einführung der Position:
- Chuck Schumer (2007–2017)
- Mark Warner und Elizabeth Warren (seit 2017)

## Bibliografie
- Donald A. Ritchie (Hrsg.): Minutes of the Senate Democratic Conference: Fifty-eighth through Eighty-eighth Congress, 1903–1964. Washington, D.C. 1999, GPO. Online verfügbar als PDF oder Text.